# Skulpturenhalle Neuss
Die Skulpturenhalle Neuss ist eine Ausstellungshalle für Kunst in Neuss in Nordrhein-Westfalen, die südlich an die Raketenstation Hombroich angrenzt. Sie wurde vom Künstler Thomas Schütte entworfen und 2016 eröffnet. Die Skulpturenhalle  wird von der Thomas-Schütte-Stiftung geleitet.

## Geschichte
Der Künstler Thomas Schütte hatte schon seit längerer Zeit neben anderen Werken auch Modelle für fiktive Bauten erstellt, die ab 2003 sogar einige Interessierte fanden, die Privatbauten nach den Modellen in Auftrag gaben. Im Jahr 2012 reifte bei Thomas Schütte die Idee, eine Ausstellungshalle für seine eigenen Skulpturen und die anderer Künstler und gleichzeitig ein Depot zu errichten, denn an Sammler verkauft der Künstler nur etwa ein Viertel seiner Werke. Er begann zahlreiche verschiedene Modelle zu erstellen. Ein früher Entwurf ähnelt einem Kartoffelchip, der auf einer Streichholzschachtel liegt. Dreieinhalb Jahre lang planten die Architekten in enger Abstimmung mit dem Bauherrn, der in dieser Zeit sieben detailliertere Baumodelle anfertigte, ehe das Büro RKW Architektur + mit der Umsetzung beauftragt wurde. Im Rahmen der künstlerischen Oberleitung entwickelte, testete und hinterfragte Schütte mögliche Materialien anhand von Musterflächen auch vor Ort. Mit dem Bau wurde im August 2014 begonnen und am 10. April 2016 konnte die Einweihung gefeiert werden.
Finanziert hat Thomas Schütte den Bau über die neu gegründete Thomas Schütte Stiftung. In diese brachte er seine 18 „Frauen-Skulpturen“ sowie weitere Großwerke ein. Laut Schütte habe der Erlös aus dem Verkauf solcher Arbeiten die Baukosten in Höhe von rund 6,5 Millionen Euro – die im Übrigen im Rahmen des Budgets geblieben seien – gedeckt.
Die Ingenieurleistung der Skulpturenhalle wurde 2016 mit dem Staatspreis des im gleichen Jahr erstmals verliehenen Deutschen Ingenieurbaupreises gewürdigt.
„Die Ausstellungshalle von Thomas Schütte ist nicht nur Museum und Depot, sondern auch selbst eine Skulptur. Ein Kunstwerk, in dem Kunstwerke ausgestellt werden.“

## Skulpturenhalle
Die Skulpturenhalle ist ein großer, nicht unterteilter Ausstellungsraum mit elliptischem Grundriss und variierenden Raumhöhen von viereinhalb bis acht Meter. Die Betonwände sind gegossen und nur ein wenig retuschiert. Der Betonboden ist geschliffen und geölt. Der Raum wird durch ein Fensterband an der Oberkante der Wände belichtet, darüber hinaus geben mehrere große Glastüren den Blick auf die umliegenden Felder frei. Bei Dunkelheit kann eine indirekte LED-Beleuchtung eingeschaltet werden. Die äußere Erscheinung der Halle ist geprägt von senkrechten Fassadenlamellen aus thermobehandeltem, geöltem Pappelholz, die die langgezogene Fläche als feingliedriges Gerippe erscheinen lassen und die dynamische Aufwärtsbewegung des Gebäudes unterstreichen.

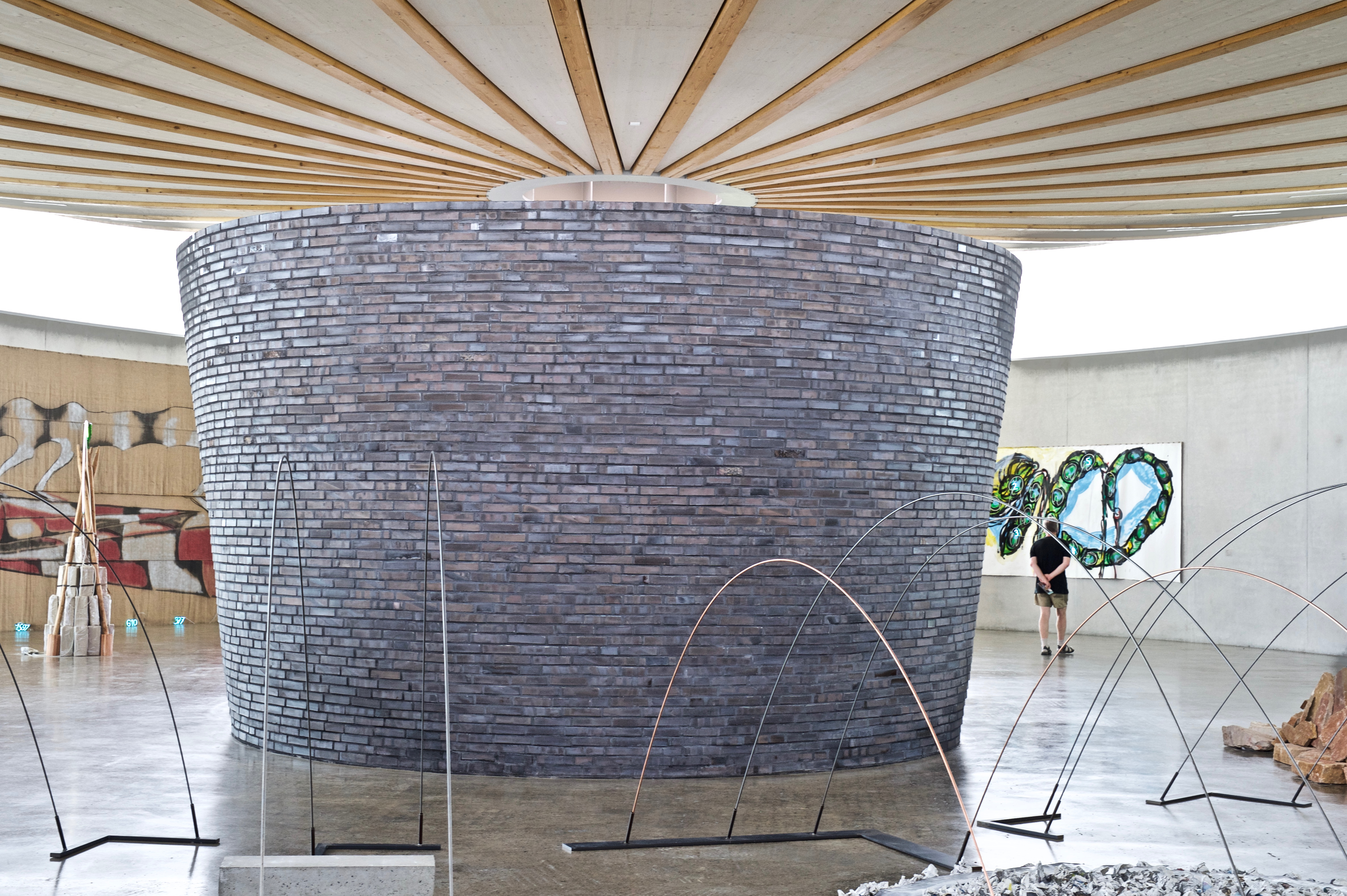
Sogenannte Kapelle (2016)

Das Oval enthält im Innern einen zweiten Raum, der sich zur Halle öffnet. Anthrazitfarbene Ringofenziegel kontrastieren dort mit der hellen Skulpturenhalle. Der kleine Raum schirmt Besucher vom Außen ab und stellt einen zweiten Ausstellungsraum dar – eine Art Cella, die in antiken Tempeln das Heiligtum enthielt. Schütte selbst bezeichnet ihn gerne als „Kapelle“. Dort kann, im Gegensatz zu den restlichen Wänden, Kunst auch aufgehängt werden. Denn ansonsten, so der Bildhauer, sei sein Ausstellungsort eine reinrassige Skulpturenhalle, in der sich kein Nagel in die Betonwände verirrt.
Über die Halle schwingt sich die konvexe Schalenform des weithin sichtbaren Dachs, das weit über die Wände hinausragt und sich zur Mitte hin senkt. Die ausdrucksstarke Geometrie des Holztragwerks mit metallener Untersicht entstand durch das Verschneiden einer Kugel mit einem elliptischen Zylinder. Angelehnt an das abgewandelte Konstruktionsprinzip des Speichenrads überspannt eine Holzhängekonstruktion den elliptischen Ausstellungsraum mit Achsenlängen von 22 – 35 m. Wie eine Felge umfasst ein Hohlkastenträger aus Stahl die 32 Holzhängeträger, die am Druckring befestigt und in der Mitte an einen kreisrunden Zugring aus Stahl angeschraubt sind. Durch eine Kuppel über dem kreisrunden Stahlring fällt Licht in das Zentrum des Raumes. Das umlaufende Lichtband aus Profilglas zwischen Dach und Betonwänden verdeckt fast vollständig die 16 tragenden Stahlrundrohre.
Als Heizsystem ist in den massiven Boden eine wasserbasierte Flächenheizung integriert. Für die Be- und Entlüftung sorgen motorisch geregelte Klappen in der Fassade und im Dach. Über eine automatische Steuerung von Lüftungsklappen, Heizsystem und Luftbefeuchter werden Raumtemperatur, Luftfeuchte und CO2-Gehalt der Luft geregelt. Mit diesem speziellen Klima- und Lüftungskonzept konnte im Rahmen der Baugenehmigung auf den nach der Energieeinsparverordnung erforderlichen Nachweis verzichtet werden.

## Nebenbauten
Neben der Skulpturenhalle liegt das ebenfalls mit dunklen Backsteinen verkleidete Verwaltungsgebäude, das außer der Kasse und einem kleineren Ausstellungsraum auch Kuratorenräume und eine Bibliothek enthält. Auf das Dach aufgesetzt ist eine Art Schornstein, der als Lichtfang dient.
In dem bis zu 4,2 m hohen Kellergeschoss mit rechteckigem Grundriss unter der Skulpturenhalle und teilweise auch dem Vorplatz befindet sich ein 800 m² großes Lager für die Kunstwerke Thomas Schüttes. In der Mitte wurde ein klimatisierter Grafikraum aufgemauert, in dem Thomas Schütte seine sensiblen Zeichnungen, Skizzen, Gemälde und Pläne einlagert.
Nordwestlich der Skulpturenhalle wurde 2022 ein weiteres, ebenfalls von Schütte entworfenes, 600 m² großes dreistöckiges Gebäude eingeweiht, das sog. Archiv. Es enthält unterirdische Lagerräume, das Erdgeschoss mit Vorhängen in kräftigen Farben ist als Atelier vorgesehen und das Obergeschoss dient als weitere Ausstellungsfläche.

## Ausstellungen
Jährlich werden zwei bis drei Ausstellungen realisiert.
- 2016 Mario Merz, Richard Deacon
- 2017 Thomas Schütte, Paloma Varga Weisz
- 2018 Thomas Schütte, Juan Muñoz, Richard Long
- 2019 Thomas Schütte, Matt Mullican, Bernd Lohaus
- 2020 Thomas Schütte, Erinna König
- 2021 Bruce Nauman, Thomas Schütte, Cristina Iglesias
- 2022 Thomas Schütte, Bertram Jesdinsky
- 2023 Thomas Schütte, Norbert Prangenberg
- 2024 Thomas Schütte
- 2024/25 Anna Viebrock
- 2025 Reiner Ruthenbeck